# 陶芸メッセ・益子
陶芸メッセ・益子（とうげいメッセましこ）とは、栃木県芳賀郡益子町にある、益子町に関係した益子焼や民藝を含めた陶芸を扱う町立の複合施設である。
「益子陶芸美術館」を中心として、「御城山遺跡」を公園とした「遺跡広場」や、益子焼の陶芸家・濱田庄司の旧邸宅：「旧濱田庄司邸」や濱田庄司が使用していたものを復元した登り窯、また「陶芸工房」も備えている。また棟方志功の弟子であった版画家の笹島喜平の作品が展示されている「笹島喜平館」がある。そして現在は「益子国際交流工芸館」も置かれている。

## 沿革
1987年（昭和62年）、益子町の伝統工芸品である「益子焼」を軸とした伝統工芸の振興と、魅力ある環境の整備を目的として、益子町の中心部にある、戦国時代の武将であった益子氏の居城の遺跡が発掘された御城山周辺の約35,000平方メートルを敷地として、「陶芸館」（後の「益子陶芸美術館」）を中心とした「益子陶器の丘：陶芸メッセ・益子開発計画」が構想され、同年11月26日、自治省の補助事業「リーディング・プロジェクト」の一つに指定された。1988年度（昭和63年度）より5ヶ年事業として着工した。
そして「陶芸館」や「陶芸工房」の建設、そして「旧濱田庄司邸」の移築と、濱田が使用していた登り窯の復元を行い、1993年（平成5年）6月26日にオープンした。
「陶芸館」では濱田庄司を初めとした加守田章二、佐久間藤太郎、木村一郎、村田元、島岡達三ら「益子焼の先人たち」や、現代（当時）の益子焼の作家や窯元、そして濱田庄司や益子焼と縁の深いバーナード・リーチの作陶作品も展示紹介された。濱田庄司ゆかりの陶芸作品から、益子町内から出土した土器に至るまで、古代から現代へと移り変わっていった益子焼の流れが人目でわかる展示となっていた。また初期は益子焼のみならず、日本各地の民窯から集められた百十二カ所の窯場の陶磁器器製品も展示紹介されていた。オープン当時の陶芸館の各展示室は「匠」「炎」「伝」「釉」「集」と名付けられており、「匠」には濱田庄司ゆかりの作家作品が展示され、「炎」と「伝」には当時の益子焼の陶芸作品を展示。「釉」には企画展の作品が展示され、「集」には日本各地から収集された陶磁器作品が展示されていた。
そして陶芸工房では轆轤などを使った陶芸体験教室が開かれていた。そして全国の陶芸愛好家の作品を濱田庄司ゆかりの登り窯で焼成する「ましこの炎まつり」が開催された。また益子氏の居城があった御城山の頂上付近の遺跡は「遺跡広場」と名付けられ、遺跡保存のための公園として整備された。この「遺跡広場」は現在、益子陶器市の主要作家テント村として有名になっている。
そして1995年（平成7年）には棟方志功の弟子である益子町出身の版画家であった笹島喜平の作品が展示されている「笹島喜平館」がオープンした。
2003年（平成15年）、栃木県教育委員会は「陶芸メッセ・益子」を登録博物館として認可した。それに伴い、「陶芸館」は新たに美術館として運営を開始し、「益子陶芸美術館」と名称が変更された。
オープン当初から益子町観光振興公社が運営し、2006年度（平成18年度）からは指定管理者となっていたが、2009年（平成21年）4月1日からは益子町が直接管理運営を行っている。
2011年（平成23年）3月11日に発生した東日本大震災により益子町全体が甚大な被害に遭った。陶芸メッセ・益子の濱田庄司ゆかりの登り窯も倒壊。陶芸メッセ・益子も3月29日まで閉鎖された。その後、同年11月下旬に登り窯の修復工事が完了し、見学が可能となり再開された。
2013年（平成25年）、益子町と英国セント・アイヴスとの友好都市締結に伴った、益子町出身であり「大塚商会」創業者の大塚実から「益子町の国際工芸のために」益子町へ寄付された資金1億円を用いて「益子国際工芸交流館」の建設が計画された。そして2014年（平成26年）5月9日に完成。アーティスト・イン・レジデンスとして「益子国際工芸交流事業」が開始された。また2016年（平成28年）には招待した陶芸家用の薪窯も完成した。